# Corrales de Duero
Corrales de Duero és un municipi de la província de Valladolid a la comunitat autònoma espanyola de Castella i Lleó. El 2023 tenia 106 habitants.